# 大聖寺 (明石市)
大聖寺（だいしょうじ）は、兵庫県明石市上ノ丸にある日蓮宗の寺院。山号は三国山。旧本山は京都妙覚寺、奠師法縁(奠統会)。
市内には妙栄寺、本松寺、本立寺、立正寺などがある。

## 歴史
大覚妙実が室津の港に海難犠牲者慰霊のために建立した法華堂が起源。その後岡山県の妙正山大覚寺の日恵を開山に寺とした。明治40年（1907年）岡山県久米南条郡原田東村（現在の久米郡美咲町原田）の學永寺（覺永寺）と合併して三國山大聖寺と改称あわせて現在地へ移転した。昭和31年（1956年）日蓮宗から離脱し三国寺と改称単立寺院となる。昭和47年（1972年）日蓮宗に復帰し寺号も三國山大聖寺に戻す。平成7年（1995年）1月17日阪神大震災で本堂が半壊する。 現在の本堂は平成26年（2014年）に再建されたもの。

## 境内
- 本堂　地下1階地上3階のRC造建築。

## 歴代
- 大覚妙実